# Decodon melasma
Decodon melasma là một loài cá biển thuộc chi Decodon trong họ Cá bàng chài. Loài này được mô tả lần đầu tiên vào năm 1974.

## Từ nguyên
Từ định danh của loài này trong tiếng Latinh có nghĩa là "đốm đen", hàm ý đề cập đến vệt đen ở mỗi bên thân của cá thể trưởng thành.

## Phạm vi phân bố và môi trường sống
D. melasma là một loài bản địa của Đông Thái Bình Dương. Loài này có phạm vi trải dài từ nửa phía nam của vịnh California và mũi nam bán đảo Baja California, dọc theo bờ biển México và các nước thuộc Trung Mỹ trải dài đến phía bắc Peru, bao gồm đảo Cocos và quần đảo Galápagos ngoài khơi.
D. melasma sống gần các rạn đá ngầm trên nền đáy cát và sỏi ở độ sâu khoảng từ 40 đến 160 m. D. melasma được đánh bắt bằng lưới rà của các tàu lưới kéo đánh bắt tôm..

## Mô tả
D. melasma có chiều dài cơ thể tối đa được ghi nhận là 32,3 cm. Chúng là một loài lưỡng tính tiền nữ. Vây đuôi tròn ở cả cá đực và cá cái. Miệng có 2 cặp răng nanh lớn và uốn cong ở mỗi hàm.
Cơ thể có màu đỏ phớt hồng (bụng có màu trắng). Đầu có 3 dải sọc màu vàng ở hai bên. Hai bên thân có một đốm đen nằm ở vị trí chóp vây ngực (khi vây áp vào thân). Các vây có màu hồng, riêng vây hậu môn màu trắng với một dải sọc vàng gần gốc vây. Cá con có 6 dải sọc màu sẫm ở hai bên thân.
Số gai ở vây lưng: 11; Số tia vây ở vây lưng: 10; Số gai ở vây hậu môn: 3; Số tia vây ở vây hậu môn: 10; Số tia vây ở vây ngực: 17–18.